# Liste des évêques présidents de l'Église épiscopalienne des États-Unis
Voici la liste des évêques présidents de l'Église épiscopalienne des États-Unis, qui est le primat de cette église de la Communion anglicane. Jusqu'en 1926, le titre d'évêque président est conféré à l'évêque le plus anciennement ordonné. Il a simplement la charge de diriger la chambre des évêques. À partir de 1926, l'évêque président est élu lors de la Convention générale de l'église et son rôle s'affirme de plus en plus. Depuis 1940, lors de son élection, l'évêque président renonce au siège épiscopal sur lequel il avait juridiction, pour se consacrer uniquement à sa fonction de président. Il est élu pour un mandat de 9 ans.
Lors de la guerre de Sécession, comme de nombreuses autres églises chrétiennes, l'église épiscopalienne se scinda en deux branches. C'est ainsi que naquit une éphémère église épiscopalienne des états confédérés d'Amérique, qui aura son propre évêque président, l'évêque de Géorgie Stephen Elliott. Les deux branches seront réunies en 1865.

## Évêques présidents ayant accédé au poste par leur ancienneté
| #  | Évêque président               | portrait | de                | à                 | diocèse               | durée du mandat   |
| -- | ------------------------------ | -------- | ----------------- | ----------------- | --------------------- | ----------------- |
| 1  | William White                  |          | 28 juillet 1789   | 3 octobre 1789    | Pennsylvanie          | 67 jours          |
| 2  | Samuel Seabury                 |          | 5 octobre 1789    | 8 septembre 1792  | Connecticut           | 2 ans, 339 jours  |
| 3  | Samuel Provoost                |          | 13 septembre 1792 | 8 septembre 1795  | New York              | 2 ans, 360 jours  |
| 4  | William White                  |          | 8 septembre 1795  | 17 juillet 1836   | Pennsylvanie          | 40 ans, 313 jours |
| 5  | Alexander Viets Griswold (en)  |          | 17 juillet 1836   | 15 février 1843   | Diocèse de l'Est      | 6 ans, 213 jours  |
| 6  | Philander Chase (en)           |          | 15 février 1843   | 20 septembre 1852 | Illinois              | 9 ans, 218 jours  |
| 7  | Thomas Church Brownell (en)    |          | 20 septembre 1852 | 13 janvier 1865   | Connecticut           | 12 ans, 115 jours |
| 8  | John Henry Hopkins (en)        |          | 13 janvier 1865   | 9 janvier 1868    | Vermont               | 2 ans, 361 jours  |
| 9  | Benjamin Bosworth Smith (en)   |          | 9 janvier 1868    | 31 mai 1884       | Kentucky              | 16 ans, 143 jours |
| 10 | Alfred Lee (en)                |          | 31 mai 1884       | 12 avril 1887     | Delaware              | 2 ans, 316 jours  |
| 11 | John Williams (en)             |          | 12 avril 1887     | 7 février 1899    | Connecticut           | 11 ans, 301 jours |
| 12 | Thomas March Clark (en)        |          | 7 février 1899    | 7 septembre 1903  | Rhode Island          | 4 ans, 243 jours  |
| 13 | Daniel Sylvester Tuttle (en)   |          | 7 septembre 1903  | 17 avril 1923     | Missouri              | 19 ans, 222 jours |
| 14 | Alexander Charles Garrett (en) |          | 17 avril 1923     | 18 février 1924   | Dallas                | 307 jours         |
| 15 | Ethelbert Talbot (en)          |          | 18 février 1924   | 1er janvier 1926  | Pennsylvanie centrale | 1 an, 318 jours   |

## Évêques présidents élus
| #  | Évêque président                 | portrait | de                | à                 | Diocèse d'origine | Durée du mandat   |
| -- | -------------------------------- | -------- | ----------------- | ----------------- | ----------------- | ----------------- |
| 16 | John Gardner Murray (en)         |          | 1er janvier 1926  | 3 octobre 1929    | Maryland          | 3 ans, 275 jours  |
| 17 | Charles Palmerston Anderson (en) |          | 13 novembre 1929  | 30 janvier 1930   | Chicago           | 78 jours          |
| 18 | James DeWolf Perry (en)          |          | 26 mars 1930      | 31 décembre 1937  | Rhode Island      | 7 ans, 280 jours  |
| 19 | Henry St. George Tucker (en)     |          | 1er janvier 1938  | 31 décembre 1946  | Virginie          | 8 ans, 364 jours  |
| 20 | Henry Knox Sherrill (en)         |          | 1er janvier 1947  | 14 novembre 1958  | Massachusetts     | 11 ans, 317 jours |
| 21 | Arthur C. Lichtenberger (en)     |          | 15 novembre 1958  | 12 octobre 1964   | Missouri          | 5 ans, 332 jours  |
| 22 | John Elbridge Hines (en)         |          | 1er janvier 1965  | 31 mai 1974       | Texas             | 9 ans, 150 jours  |
| 23 | John Maury Allin (en)            |          | 1er juin 1974     | 31 décembre 1985  | Mississippi       | 9 ans, 150 jours  |
| 24 | Edmond Lee Browning (en)         |          | 1er janvier 1986  | 31 décembre 1997  | Hawaii            | 11 ans, 364 jours |
| 25 | Frank Griswold                   |          | 1er janvier 1998  | 1er novembre 2006 | Chicago           | 8 ans, 304 jours  |
| 26 | Katharine Jefferts Schori        |          | 1er novembre 2006 | 1er novembre 2015 | Nevada            | 9 ans             |
| 27 | Michael Bruce Curry              |          | 1er novembre 2015 |                   | Caroline du Nord  | 9 ans, 136 jours  |